# Matra Djet
La Djet era un'autovettura sportiva prodotta dal 1962 al 1968 dalla Casa automobilistica francese Matra in collaborazione con il piccolo costruttore di auto sportive Automobiles René Bonnet.

## Storia e profilo

### Genesi del modello
Nel 1961, i signori René Bonnet e Charles Deutch, titolari della DB, piccola fabbrica di automobili sportive motorizzate dalla Panhard, ruppero il loro sodalizio, poiché il primo ebbe raggiunto un accordo commerciale con la Renault per la realizzazione di una nuova piccola sportiva. Charles Deutch prese molto male l'accaduto e si giunse quindi alla brusca rottura del rapporto professionale tra i due. Fu così che René Bonnet si mise in proprio per lavorare alla realizzazione della nuova vettura sportiva, che nelle intenzioni del vulcanico pilota e costruttore doveva essere una berlinetta a due posti secchi realizzata in maniera artigianale e caratterizzata dalla soluzione del motore sistemato centralmente, alle spalle del pilota. Fu pertanto fondata la Automobiles René Bonnet. In quel periodo, Bonnet conobbe Marcel Chassagny, presidente e fondatore della Matra, un'azienda fino a quel momento impegnata nel settore degli armamenti e dell'aeronautica, ma che stava affacciandosi in quel periodo su altri settori industriali, tra cui proprio quello dell'automobile (nei decenni seguenti si sarebbe espansa anche nel campo aerospaziale e delle telecomunicazioni). Chassagny vide in Bonnet un potenziale partner con cui stringere accordi per una partecipazione finalizzata alla costruzione di autovetture. All'inizio degli anni sessanta del secolo scorso, la Matra aveva già cominciato ad interessarsi anche alla lavorazione della vetroresina, soprattutto grazie all'acquisizione della Générale Application Plastique (GAP), un'azienda francese specializzata in tali lavorazioni, e pertanto Bonnet, al corrente di ciò, commissionò alla Matra la realizzazione della carrozzeria per la nuova vettura. La Matra, dal canto suo, fiutando nuove prospettive commerciali, fornì a Bonnet anche lo stabilimento di Romorantin per l'assemblaggio delle vetture.

La Renault entrò in gioco al momento di fornire gli organi meccanici della vettura stessa: il motore era lo stesso dell'allora neonata Renault 8, mentre il cambio fu preso pari pari da quello del furgone Estafette. Il risultato fu la Djet, una vettura presentata alla stampa l'11 luglio 1962 e al pubblico nell'ottobre del 1962 al Salone di Parigi. Fu lo stesso anno in cui fu introdotta anche una delle sue più strette rivali, la Alpine A110.

Già nell'estate del 1962, subito dopo la presentazione alla stampa, per la Djet cominciò già l'attività sportiva.
La Djet inizialmente doveva chiamarsi Jet, proprio come i noti velivoli, ma si ritenne che i francesi avrebbero avuto difficoltà a pronunciarlo correttamente e quindi utilizzò la lettera D come espediente per una pronuncia corretta. La vettura suscitò consensi per la sua linea molto sportiva, armoniosa ed equilibrata, nonché per l'originale disposizione meccanica.

### Caratteristiche

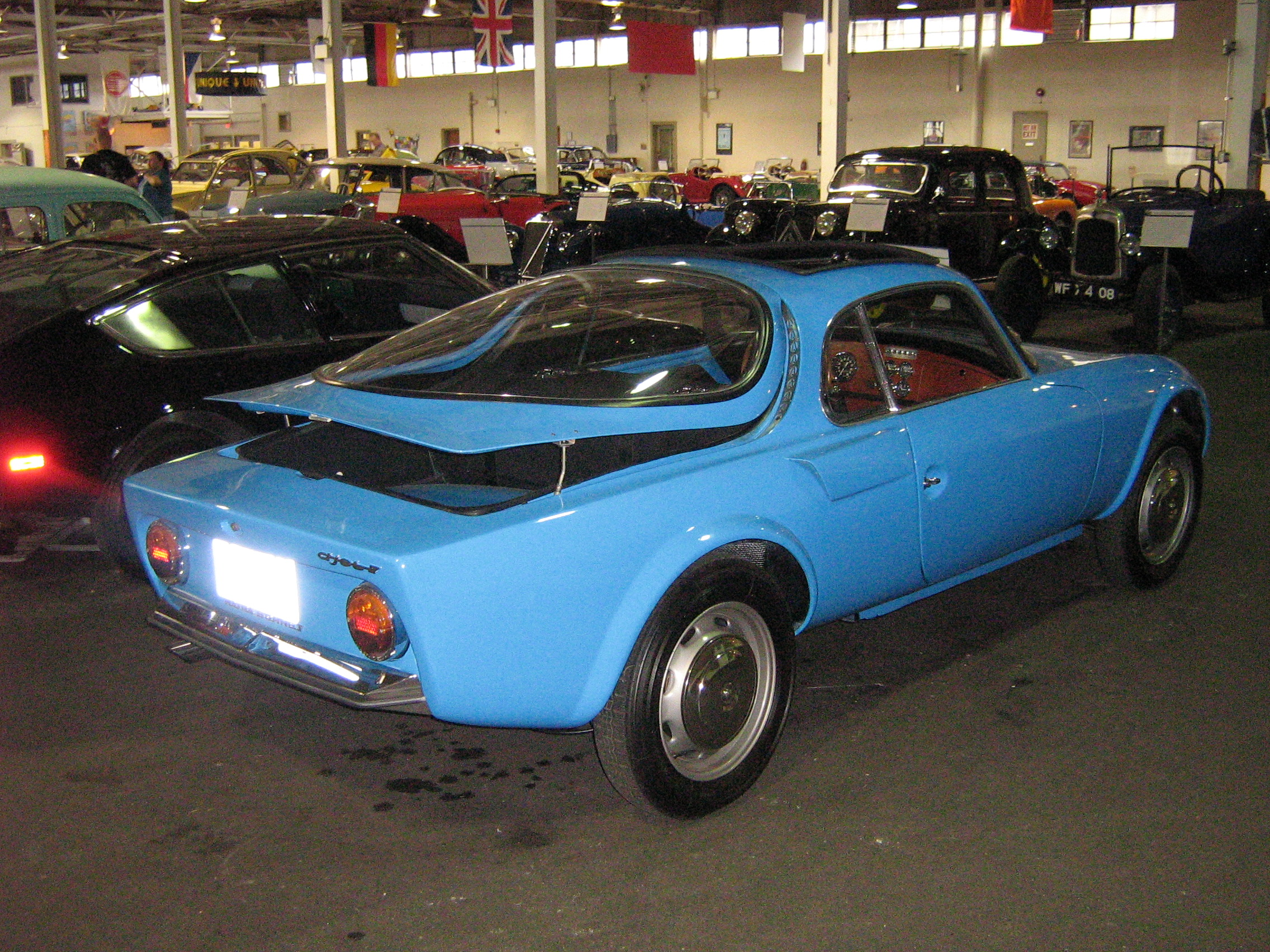
L'apertura del cofano posteriore di una Djet

Dal punto di vista stilistico, la Djet era caratterizzata dai classici stilemi delle piccole berlinette sportive degli anni '60 del secolo scorso. Il frontale era pulito ed aerodinamico grazie anche ai classici fari anteriori carenati. Il paraurti era pressoché assente, sostituito semplicemente da due rostri, separati da una piccola presa d'aria ovale. Il parabrezza panoramico era di origine Alfa Romeo 1900 SS. Lungo le fiancate si snodava la linea scattante del basso e compatto corpo vettura. La prima versione della Djet non presentava soluzioni come passaruota e carreggiate allargati, fatto che limitava l'esuberanza della vettura su pista e a cui sarebbe stato posto rimedio solo nelle versioni successive. La coda, dall'andamento tronco, era leggermente rivolta verso l'alto ed era dominata dal grosso lunotto avvolgente, quest'ultimo integrato direttamente nel portellone che, aprendosi, permetteva l'accesso al vano motore, direttamente dietro i sedili. La vettura era dunque tecnicamente un 3 porte. Una presa d'aria a listelli cromati orizzontali era posizionata in basso e provvedeva allo smaltimento del calore accumulatosi nel vano motore stesso. Un'altra caratteristica della parte posteriore era rappresentata dai due rostri a sviluppo verticale lungo i due lati della coda: anche in questo caso, come nel frontale, svolgevano il ruolo di paraurti. Completavano il quadro i piccoli fari posteriori di forma tonda.
La Djet era caratterizzata da un telaio a trave centrale, per un peso di appena 17 kg, mentre la carrozzeria era in vetroresina, una soluzione veramente all'avanguardia in quegli anni. Va detto però che poco prima della presentazione a Parigi, alcune Djet con telaio a traliccio tubolare avevano corso in alcune importanti manifestazioni sportive, peraltro imponendosi all'attenzione del pubblico e della stampa. Ma per la versione stradale da produrre in serie si scelse la soluzione a trave centrale perché ritenuta meno costosa. Il motore era sistemato in posizione centrale longitudinale, anche questa una vera novità: di fatto, la Djet è stata la prima vettura di serie al mondo con motore centrale. Per la primissima versione della Djet prodotta in serie, fu scelto un normalissimo C1E di origine Renault 8 con cilindrata di 1108 cm³ e potenza massima di 70 CV. In alternativa fu però possibile scegliere lo stesso motore, ma con testata a camere di scoppio emisferiche e potenza massima di 80 CV. La meccanica telaistica della Djet prevedeva sospensioni a ruote indipendenti sui due assi. L'avantreno era a triangoli sovrapposti con molle elicoidali ed ammortizzatori idraulici telescopici, mentre il retrotreno era a quadrilateri sovrapposti con due ammortizzatori idraulici e due molle elicoidali per ruota. L'impianto frenante era a quattro dischi, mentre lo sterzo era a cremagliera. Quanto al cambio, era derivato dal furgone Estafette, ed era manuale a 4 marce con frizione monodisco a secco.

### La carriera commerciale

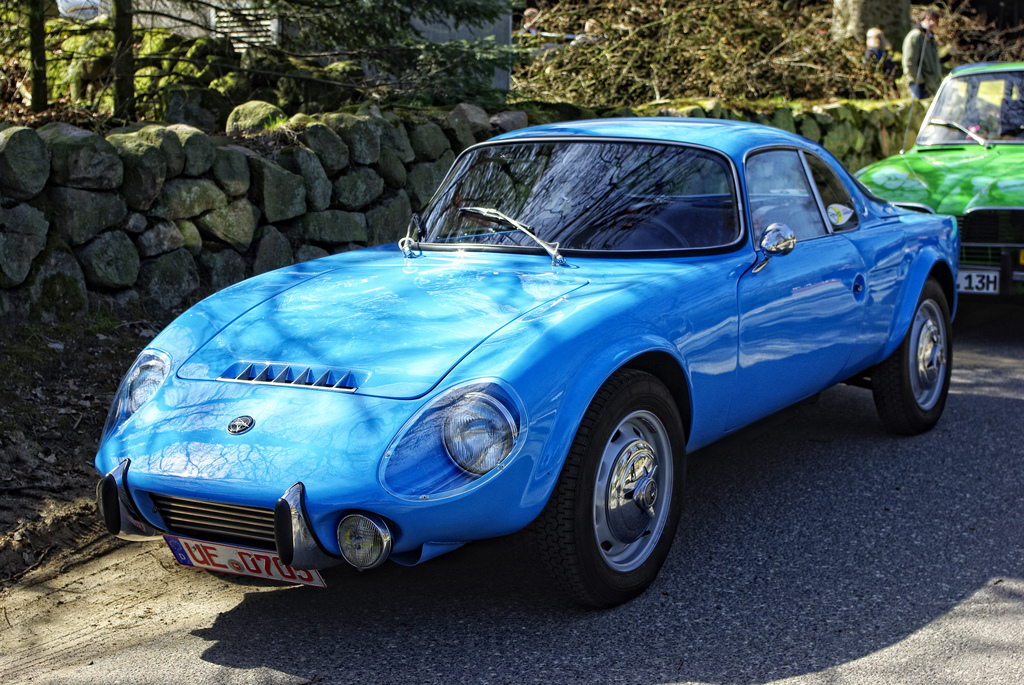
Una Djet V

Inizialmente commercializzata come René Bonnet Djet, questa vettura fu lanciata al suo debutto in due varianti, corrispondenti ai due livelli di potenza menzionati poco sopra. A seconda di quale di questi livelli si sceglieva, la sigla relativa alla variante poteva essere C.R.B 1 o C.R.B 2, in ogni caso acronimo di Coach René Bonnet. La produzione della Djet si sarebbe articolata in più serie: quella descritta finora, che è stata la primissima Djet destinata alla produzione in serie, è nota tutt'oggi come Djet I. Le cinque serie successive si sarebbero distinte l'una dall'altra utilizzando i numeri successivi.
Alla fine dell'estate 1963, la gamma si espanse con l'arrivo della Djet II, caratterizzata da un motore da 996 3 elaborato da Gordini e capace di sviluppare fino a 82 CV di potenza massima. Poco dopo arrivarono anche le Djet III e IV, equipaggiate da un motore da un litro ed utilizzate solo in campo agonistico. La Djet III montava lo stesso motore della Djet II come anche la Djet IV che, però, è esistita anche equipaggiata con una variante bialbero in testa del motore della Djet I. In ogni caso, la produzione di Djet III e Djet IV fu limitata a pochi esemplari, tutti impiegati nel mondo delle competizioni. La Djet fu infatti subito introdotta nelle gare su pista, dove riportò anche alcuni successi. Ben presto, però, la piccola Casa francese cominciò ad avere dei problemi finanziari a causa delle scarse vendite della Djet e si trovò ben presto nei guai. 

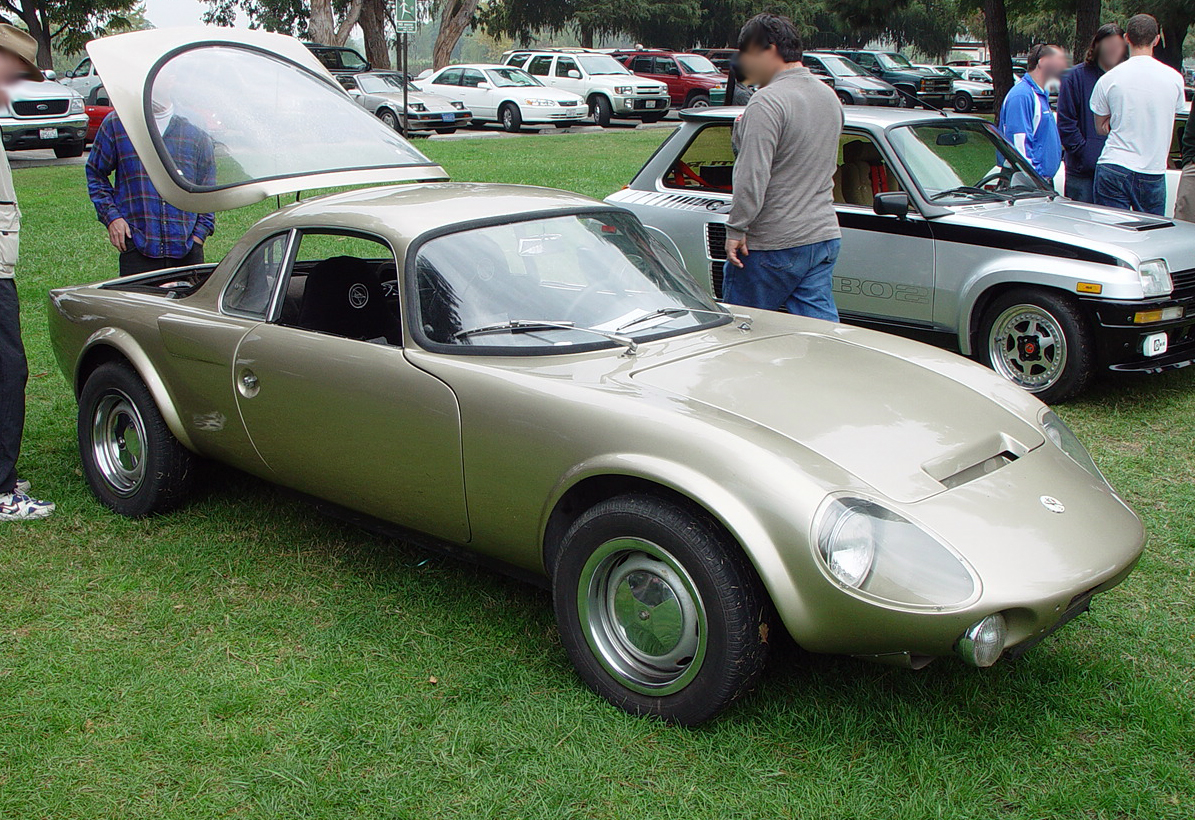
Una Djet V S

Fu così che nel 1964 la Matra rilevò la piccola azienda francese di René Bonnet e la Djet fu riproposta con il marchio Matra-Bonnet, ed in due versioni: la Djet V e la Djet V S, quest'ultima elaborata sempre da Gordini. Il motore era ancora una volta l'unità da 1.1 litri derivata dalla R8: nella Djet V la potenza era rimasta a 70 CV, mentre nella Djet V S, dotata di testata emisferica, si poteva disporre di 94 CV. Furono effettuate anche alcune modifiche alla carrozzeria per mano del giovane designer Philippe Guédon: rispetto alla vettura originale, la Djet con marchio Matra subì anche degli aggiornamenti nell'estetica: la coda fu infatti sensibilmente più lunga per via dell'allungamento dello sbalzo posteriore, una soluzione che aveva lo scopo di aumentare la capacità del piccolo vano bagagli sistemato dietro al motore. Così modificata, la vettura fu più lunga, passando da 3,8 a 4,22 m di lunghezza. Anche la larghezza subì un leggero incremento grazie all'allargamento dei passaruota e della carreggiate. Solo il passo rimase invariato a 2,4 metri. Le modifiche alla carrozzeria consentirono di migliorare l'aerodinamica, già curata fin dall'inizio, e raggiungere un valore di Cx pari a 0,25.

Al Salone di Parigi del 1965, la Djet perse la numerazione romana delle sue versioni e il nome Bonnet, divenendo Matra Sports Djet 5. L'anno seguente, inoltre, perse anche la D iniziale, divenendo Jet 5, come nelle iniziali intenzioni di Bonnet. Lo stesso anno fu introdotta anche la Jet 6, con motore da 1 255 cm³ rivisto ancora una volta da Gordini e con potenza di 105 CV. La Djet fu tolta di produzione nel 1968, dopo essere stata prodotta complessivamente in 1 691 esemplari, di cui 198 con il marchio René Bonnet: in questa cifra sono inclusi cinque esemplari destinati alle competizioni, tra cui tre della cosiddetta Aerodjet. A questi 198 esemplari vanno aggiunti 16 esemplari di Djet III e Djet IV, anch'essi destinati ad un impiego sportivo.

### Tabella caratteristiche
| Matra Djet |          |                |                |               |                    |              |                       |                           |                     |
| Modello | Motore   | Cilindrata cm³ | Potenza CV/rpm | Coppia Nm/rpm | Massa a vuoto (kg) | Velocità max | Commercia- lizzazione | Prezzo al debutto (in FF) | Esemplari prodotti1 |
| Djet I (C.B.R 1) | C1E      | 1108           | 70/6000        | 84/4800       | 610                | 170          | 1962-64               | 18.000                    | 159                 |
| Djet I (C.B.R 2) | C1E      | 1108           | 80/6500        | 84/4800       | 610                | 175          | 1962-64               | 25.000                    | 159                 |
| Djet II | Renault  | 996            | 85/6500        | 84/4800       | 610                | 180          | 1963-64               | 21.000                    | 34                  |
| Djet III2 | Renault  | 996-1108       | 80-100/ 6500   | -             | 610                | 175-200      | 1963-64               | 25.000                    | 161                 |
| Djet IV2 | Renault  | 996-1108       | 80-100/ 6500   | -             | 610                | 175-200      | 1963-64               | 30.000                    | 161                 |
| Aerodjet2 | Renault  | 996-1108       | 65/6000        | -             | -                  | 155          | 1963                  | 20.000                    | 5                   |
| Djet V3 | C1E      | 1108           | 70/6000        | 84/4800       | 615                | 175          | 1964-68               | 19.800                    | 916                 |
| Djet V S3 | C1E      | 1108           | 94/6500        | 98/4000       | 660                | 187-200      | 1964-67               | 23.000                    | 355                 |
| Jet 6 | Type 812 | 1255           | 105/6800       | 98/4000       | 740                | 210          | 1966-68               | 23.800                    | 222                 |
| Note: 1Secondo le fonti, la produzione totale non comprende gli esemplari di Djet III e Djet IV, che però risultano essere 16 poiché risultano inclusi nei 214 esemplari prodotti fino al 1964 e perché secondo la maggior parte delle fonti, escludendo questi due modelli, la produzione ammonterebbe a 198 esemplari 2Modelli destinati alle competizioni 3Dal 1965 la denominazione cambia da Djet V a Djet 5, mentre dal 1966 cambia nuovamente perdendo la D iniziale e divenendo quindi Jet 5. Ciò vale anche per la Djet V S |          |                |                |               |                    |              |                       |                           |                     |

### Attività sportiva

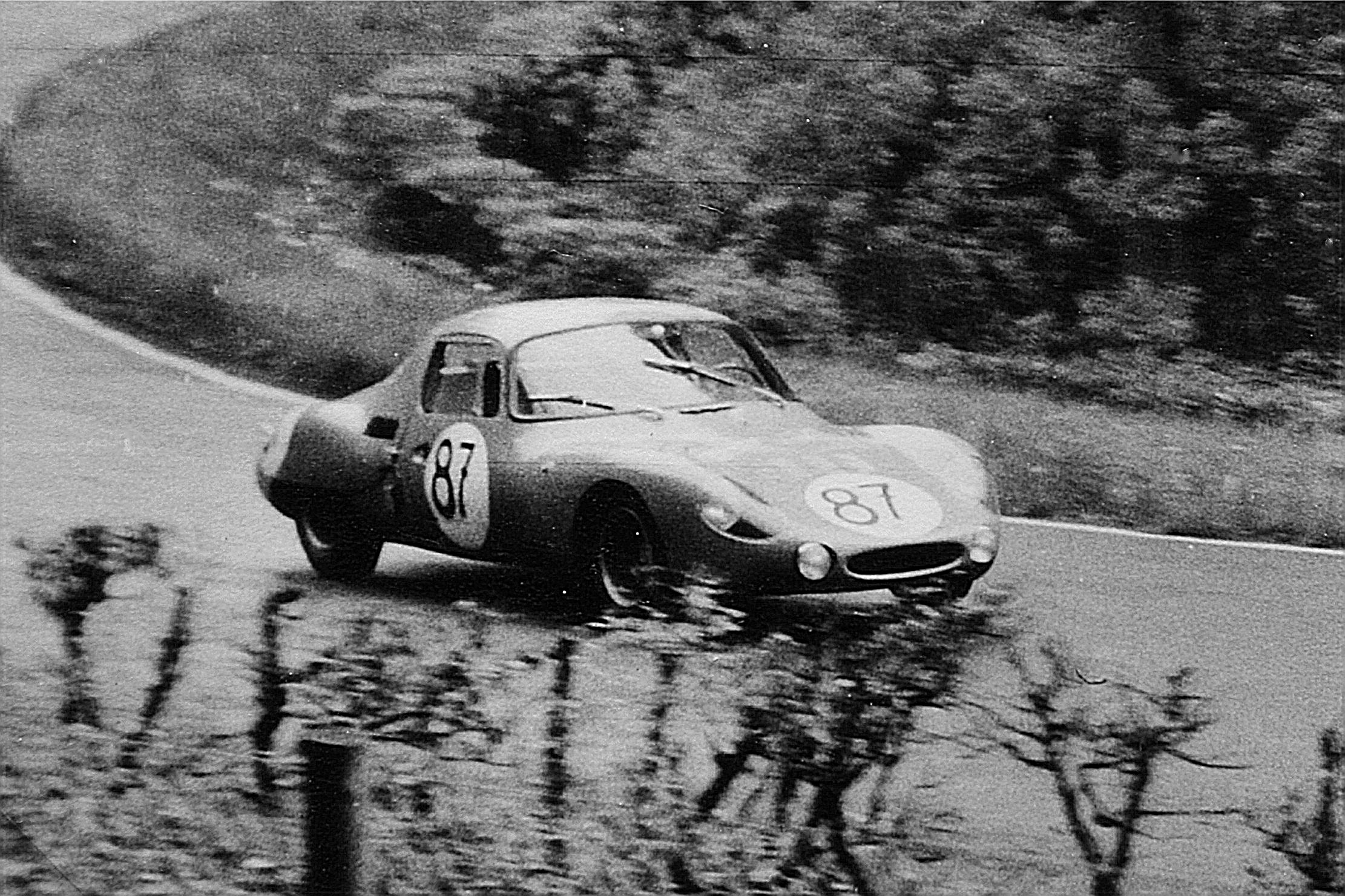
Una Aerodjet in azione alla 1000 km del Nürburgring del 1963

La Djet conobbe un'intensa carriera sportiva: il debutto avvenne il 15 luglio 1962, ossia quattro giorni dopo la presentazione alla stampa. La Djet fece il suo esordio al Trofeo di Auvergne dove riscosse per la verità risultati poco lusinghieri (le tre Djet che giunsero al traguardo si classificarono rispettivamente al 12º, 16º e 18º posto), ma lo staff di René Bonnet fu comunque ottimista e si mise subito al lavoro per le necessarie migliorie al motore e al telaio. E infatti la settimana seguente, al Rallye de l'Armagnac, una Djet si classificò al primo posto nella categoria Sport. Dopo un'altra prova opaca a Mont Doré, la Djet si aggiudicò una tripletta di vittorie a Chamrousse, alla Côte d'Urcy e a Montlhéry. Artefice di tale impresa fu il pilota francese Gérard Laureau.
Il 20 e il 21 ottobre, ancora a Montlhéry, gli esiti furono diametralmente opposti, anzi, tragici: il pilota Paul Armagnac, in seguito ad un incidente, morirà il 22 ottobre. Le altre Djet schierate dovranno fermarsi per guasti. Il posto di Armagnac verrà preso da Jean-Pierre Beltoise, che si metterà in evidenza nel febbraio 1963 al Rallye des routes du nord, pur essendo costretto all'abbandono per un guasto. Il 5 maggio dello stesso anno, alla 47ª edizione della Targa Florio, la Djet dell'equipaggio Bobrowski-Bigrat conquistò la vittoria nella categoria Prototipi. Un esito meno felice fu quello relativo alla 1000 km del Nürburgring, dove non vi furono risultati degni di nota. Il 9 giugno alla Côte de la Lure Claude Bobrowski conquistò la vittoria nella categoria Prototipi e soprattutto nella classifica generale. Una settimana dopo, alla 24 Ore di Le Mans si ebbe finalmente l'acuto di Beltoise che si classificò primo nella sua classe. Il 7 luglio, la vettura pilotata da Bobrowski terminò al terzo posto nella Côte du Mont Ventoux. Il 18 agosto si tenne una gara commemorativa per ricordare il pilota Paul Armagnac deceduto l'anno prima. La Djet pilotata da Bruno Basini conquistò la vittoria. Un mese dopo, al Tour de France Auto l'equipaggio Missile-Venturelli giunse al secondo posto con una vettura che, per ironia della sorte, portava proprio il nome di Missile. Si trattava di una piccola biposto spider progettata e realizzata da René Bonnet, e spesso trattata dalle fonti congiuntamente alla Djet. Ma strutturalmente era totalmente differente, in quanto sfruttava la base meccanica della Renault 4 e quindi era caratterizzata dal motore anteriore, dalla trazione anteriore e dalle sospensioni a barre di torsione. Il motore era in genere il Ventoux da 845 cm³ utilizzato in precedenza anche sulla Dauphine e sulla Floride. Tale modello era già stato utilizzato anche in precedenza in altre gare, ma con poco successo. Nello stesso periodo, a Montlhéry, la vettura condotta da Bagrit terminò al 5º posto.

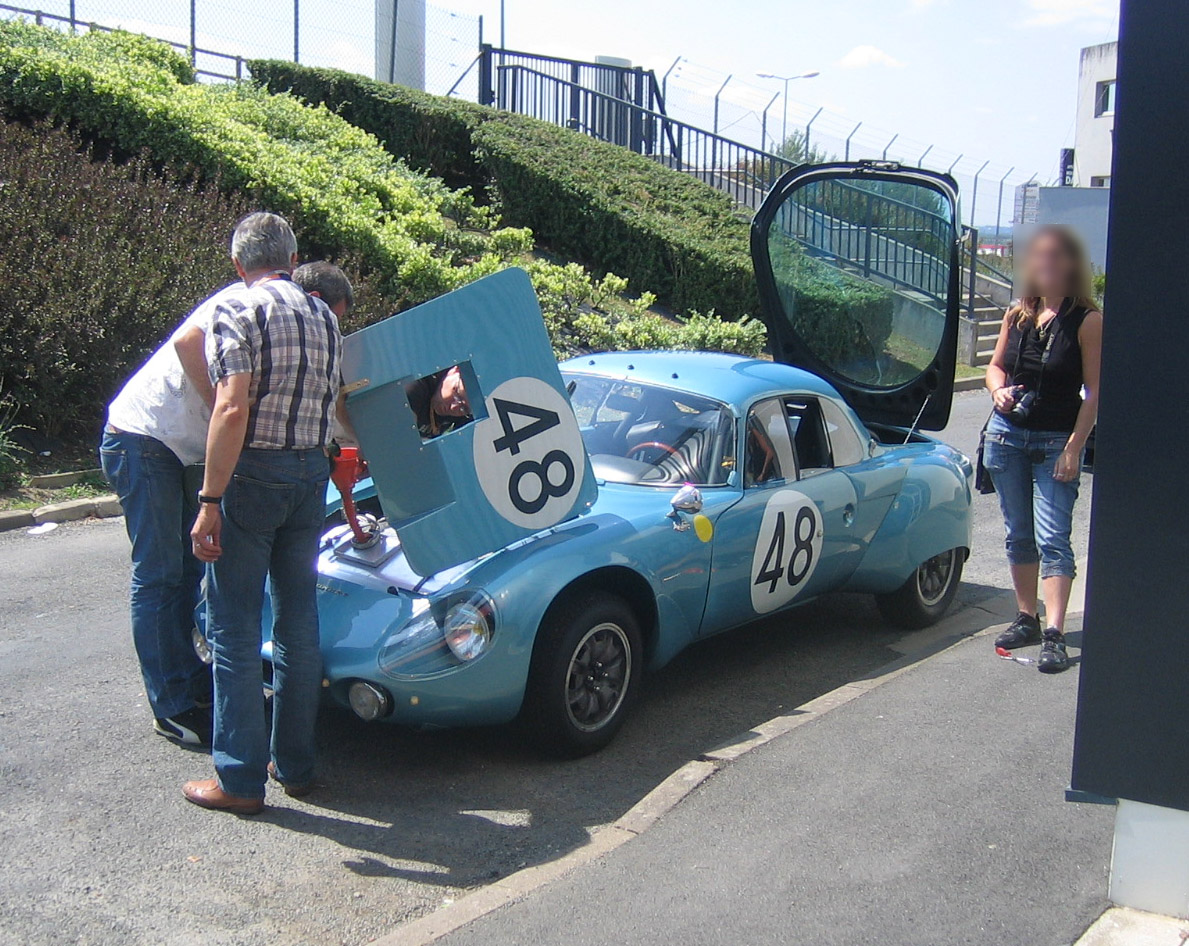
Questa foto ritrae l'unica Aerodjet oggi esistente: nel 1964 corse a Le Mans, purtroppo senza successo

Nel febbraio 1964, Beltoise terminò al terzo posto in occasione del Circuit d'Albi, mentre Basini trionfò nella categoria Sport Prototipi. Il 26 aprile, ancora a Montlhéry, la Djet di Beltoise conquistò la vittoria nella categoria da 1001 a 1150 cm³. Tra il 29 febbraio ed il 1º marzo 1964, in occasione del 3° Rallye National du Maine, la Djet dell'equipaggio Farjon-Lamonerie giunse al secondo posto. Dopo alcuni risultati deludenti ottenuti alle nuove edizioni della Targa Florio e della 1000 km del Nürburgring, si arrivò al terzo posto ottenuto al Rallye de la Baule. Due settimane dopo, a Le Mans, furono schierate cinque Djet di cui quattro aerodinamiche. Anche in questo caso non si ebbero risultati di rilievo, tuttavia, a titolo di curiosità, va ricordato che l'unica Aerodjet oggi esistente fu una di quelle quattro. Il 20 settembre si tornò a Montlhéry per la Coupe de Paris, dove l Djet di Bouharde giunse al secondo posto nella categoria fino a 2.5 litri.
Dal 1965 in poi le gare si fecero più sporadiche: vale la pena citare due eventi del 1967. Al Critérium des Cévennes, Henri Pescarolo trionfò nella Classe 1300, mentre al Rallye de l'Ouest fu un equipaggio tutto femminile a mettersi in evidenza e ad ottenere anche un premio. Vi furono inoltre anche degli eventi di marca, come il Matra-Sports Challenge del 1966, che vide la vittoria di Pierre Landereau.